# Jandro Velázquez
Alejandro Velázquez Insúa más conocido como Jandro Velázquez (Alcobendas, España 28 de mayo de 1972) es un músico conocido por ser el baterista del grupo español de power pop El Canto del Loco desde los comienzos del grupo hasta terminar Personas, quinto álbum de la banda.

## Biografía
Jandro nació el 28 de mayo de 1972, en Alcobendas, hijo de un electricista amigo de los padres de Dani Martín.A los catorce años empezó a tocar la batería en grupos musicales formados con amigos. A los dieciséis años ya actuaba en bares de Alcobendas y San Sebastián de los Reyes. Más adelante, entró en la Escuela de Música de Alcobendas y empezó a actuar en las Casas de la Cultura, las Asociaciones de vecinos, etc. Posteriormente, formó el grupo Armada con el que amenizaría ferias y fiestas de pueblo.
Se unió a El Canto del Loco cuando Dani Martín, líder y creador del grupo, estaba buscando un batería. Cuando los padres de Dani Martín coincidieron con los de Jandro en un festival de flamenco y la madre de Dani le comentó a la de Jandro que su hijo buscaba un batería para su grupo, la madre de Jandro no dudó en darle el número de su hijo al que, sin haberlo visto antes, Dani llamó para presentarle una maqueta. Entonces, quedaron para ensayar y desde ese momento y hasta haber sacado a la luz el disco Personas, sexto álbum del grupo, Jandro formaría parte de El Canto del Loco.